# Goka (Ibaraki)
Goka (五霞町, Goka-machi) est un bourg du district de Sashima, dans la préfecture d'Ibaraki, au Japon.

## Géographie

### Démographie
Au 1er janvier 2014, la population de Goka s'élevait à 9 039 habitants répartis sur une superficie de 23,09 km2.